# Árvore tombada

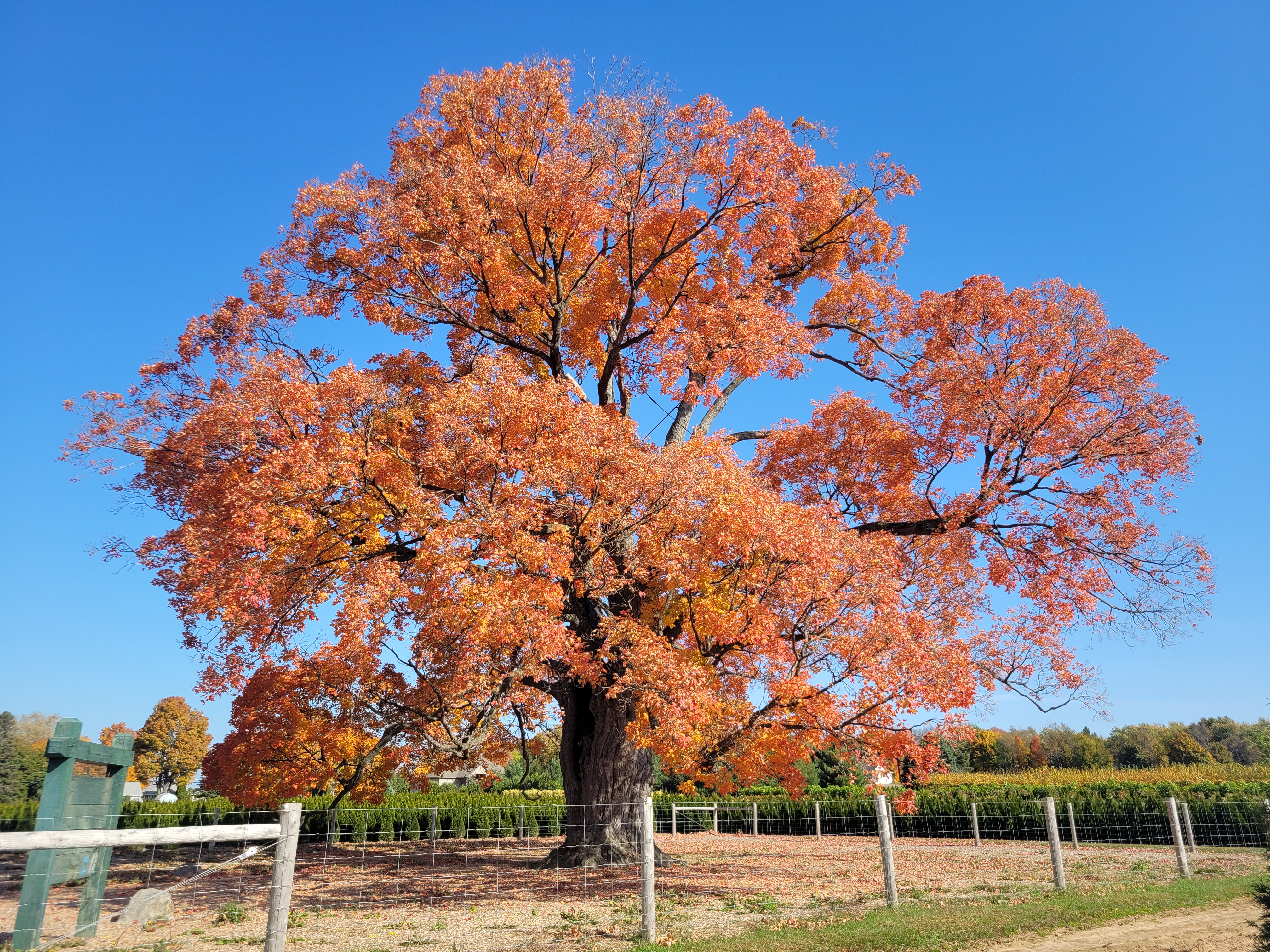
Comfort Maple, em Ontário

Uma árvore tombada é tipicamente uma grande árvore individual com valor único, que é considerada insubstituível e portanto é reconhecida como patrimônio cultural. Os principais critérios para o tombamento de árvores são idade, raridade e tamanho, bem como valor estético, botânico, ecológico e histórico. Os tombamentos servem para impor limites à remoção dessas árvores; os tombamentos são geralmente específicos para uma árvore, não para um bosque .